# Uranoscopus oligolepis
Uranoscopus oligolepis — риба родини зіркоглядових, поширена в західній Пацифіці від протоки Балі до Тимору, також біля Тайваня, Малайзії, Нової Каледонії. Морська тропічна демерсальна риба, що сягає 11.3 см довжини.